# Dinotrema pembum
Dinotrema pembum är en stekelart som beskrevs av Papp 1999. Dinotrema pembum ingår i släktet Dinotrema och familjen bracksteklar. Inga underarter finns listade i Catalogue of Life.